# Агаронян, Варткес
Вартке́с Авети́сович Агароня́н (арм. Վարդգես Ավետիսի Ահարոնյան; 27 декабря 1888, Игдир, Российская империя — 19 декабря 1965, Вашингтон, США) — армянский общественный деятель, юрист, писатель, педагог, сын Аветиса Агароняна, председателя Армянского национального совета и Первой Республики Армения.

## Биография
Родился 27 декабря 1888 года в Игдире. Учился в местной русской гимназии, а в 1908 году окончил Эриванскую гимназию и поступил на Юридический факультет Московского государственного университета. Первые его рассказы были опубликованы во время его учёбы в Москве. Он организовал сбор средств для освобождения своего отца, заключённого в тюрьму по делам о конфедерации и страдающего истощенией.
Во время Первой мировой войны (1914—1918) он пошёл добровольцем в батальон Андраника и служил там переводчиком. После расформирования добровольческих батальонов он вместе с Андраником уехал в Тифлис.
В годы Первой Республики Армения он был прокурором.

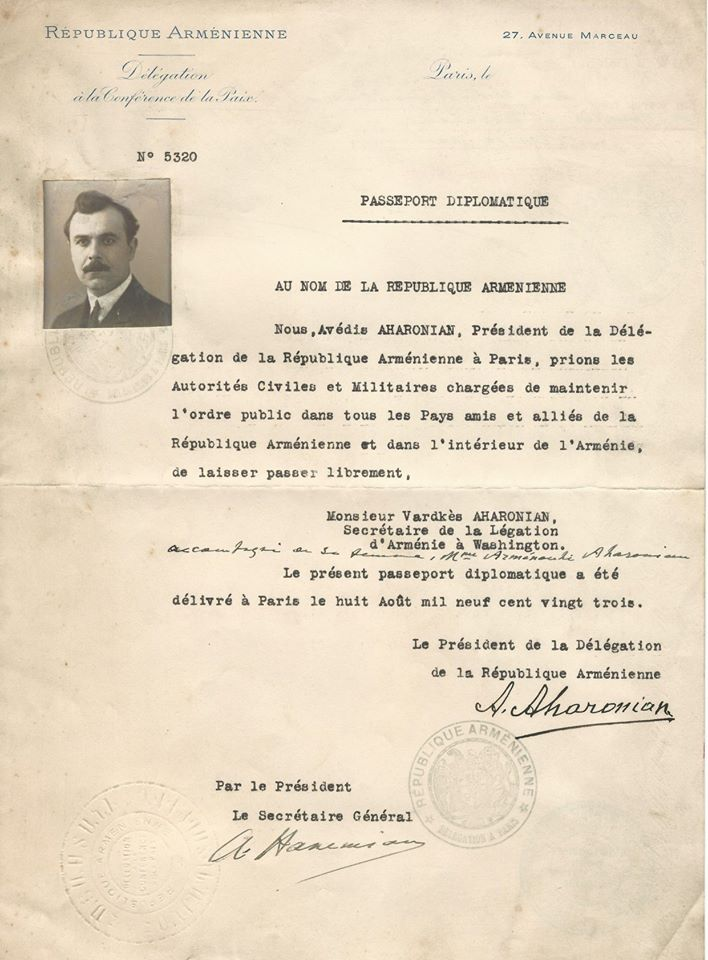
«Дипломатический паспорт
От имени Республики Армения мы, Аведис Агаронян, президент делегации Армянской Республики в Париже, просим гражданские и военные власти, ответственные за поддержание общественного порядка во всех дружественных и союзных Армянской Республике странах и внутри Армении, обеспечить свободный проход, Варткес Агаронян, секретарь армянского представительства в Вашингтоне.»
Этот дипломатический паспорт был выдан ему в Париже 8 августа 1923 года

После Советизации Армении он уехал в Париж к отцу, а в 1923 году — в США. Там он занимался воспитанием армянских детей, а в 1948—1958 годах работал в Нью-Йоркском университете. Он открыл школу Агаронян в школе Матери-Церкви Просветления в районе Вашингтон-Хайтс, вместе со своей женой Арменуи Тиграняном составил учебник армянского языка «Раздан». С 1946 по 1951 год он опубликовал 10 томов произведений. В 1964 году он посетил АССР. Умер 19 декабря 1965 года в Вашингтоне.